# 太田章

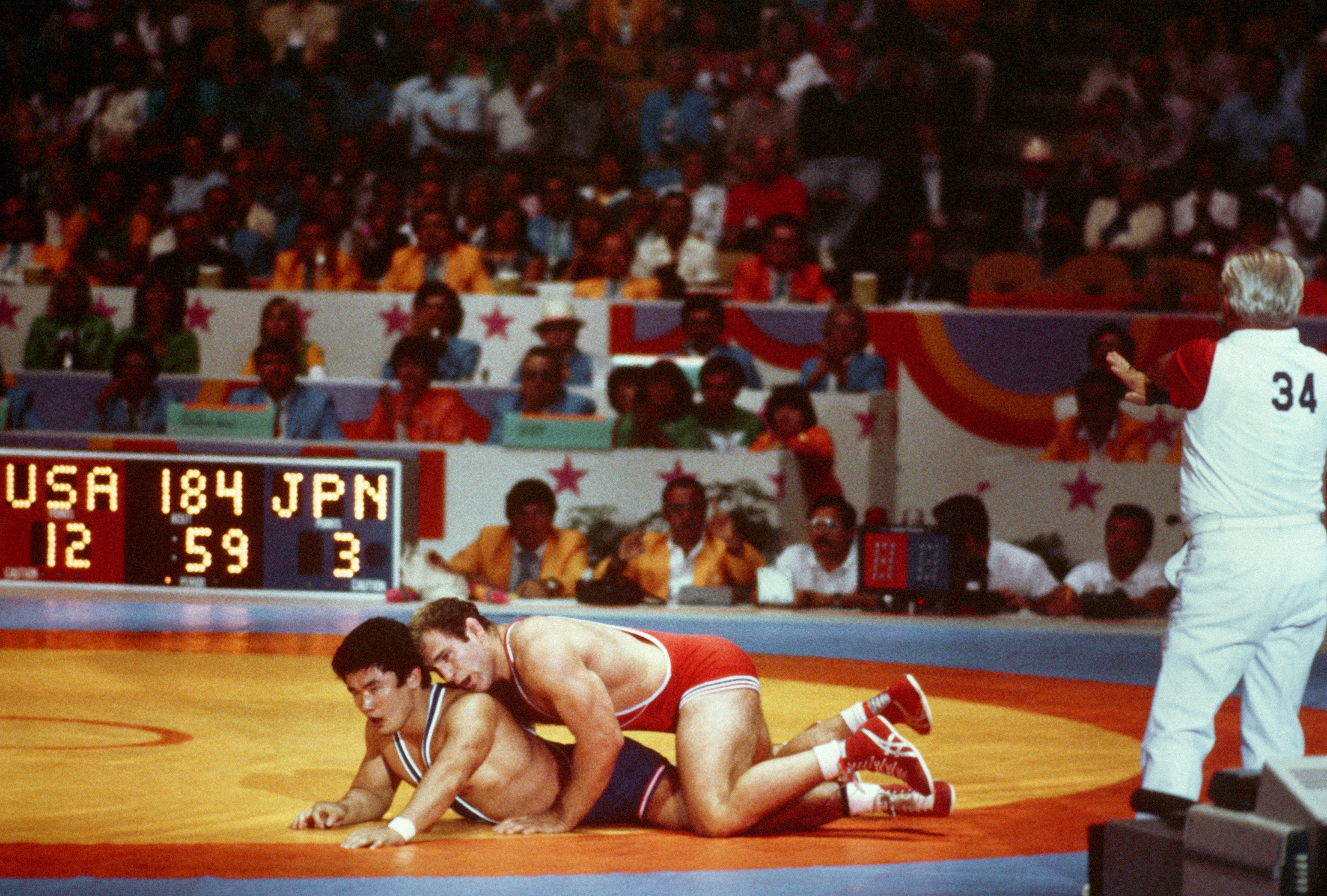
1984年ロサンゼルスオリンピック決勝戦対エド・バナッハ戦での太田章（青）

太田 章（おおた あきら、1957年4月8日 - ）は、日本のレスリング選手（フリースタイル）。秋田県秋田市出身。血液型B型。早稲田大学スポーツ科学部教授、日本レスリング協会強化委員、埼玉県所沢市教育委員らを歴任。

## 略歴
- 秋田南中時代は柔道で秋田県を制覇。秋田商業高校時代からレスリングを始める。2年の時に五木寛之の『青春の門』を読んだことがきっかけで早稲田大学を志望。当時早稲田のレスリング部は弱かったが、たとえ弱い部でも自分自身がしっかり練習すればチャンピオンになれると信じ、早稲田大学に入学。
- 1980年、在学中にモスクワ五輪代表に選ばれるがボイコットで出場できず（卒業論文をわざと提出せず、“オリンピック留年”を選択してまで手に入れたモスクワ五輪代表だったが幻となった）。
- 1981年、早稲田大学教育学部卒業。1983年、東海大学大学院体育研究科修了。
- 1984年 ロサンゼルス五輪90 kg級で銀メダル獲得[1]。日本レスリング界にとって、重量級では初のメダリストとなった。
- 1988年ソウル五輪90 kg級で2大会連続銀メダル獲得[1]。5回戦では1対8の劣勢から相手の片足タックルへのカウンターで鮮やかな肩三角グリップからのがぶり返しをきめ逆転フォール勝ち。試合中の負傷で肋骨骨折という満身創痍の状態で決勝に進出し、日本中に感動を巻き起こした。
- 秋田県県民栄誉章受章[2]
- 1989年、日本ユネスコ協会フェアプレー賞受賞。
- 1992年 バルセロナ五輪90 kg級で3回戦敗退。
- 1993年、早稲田大学人間科学部助教授就任。
- 1996年 アトランタ五輪選考会に出場し4度目の五輪代表を目指したが、出場はならなかった。
- 1999年、世界レスリングマスターズ選手権（ルーマニア）出場。97 kg級で金メダル獲得。
- 2003年、早稲田大学スポーツ科学部助教授就任。
- 2011年、早稲田大学スポーツ科学部教授就任。
- 2021年6月8日、2020年東京オリンピックの秋田県の1日目の聖火リレーのランナーとなった[3]。

## エピソード
- 柔道で全国大会に行った時に、同い年の山下泰裕を見て、これは勝てないと思い高校からレスリングに転向した。
- TBS『筋肉番付』の初代力持ち（綱引き）チャンピオンである。
- プロレスラーケンドー・カシン（石澤常光）のレスリングの師匠である。但し、プロレスに対しては否定的。しかしながら、プロレスの神様カール・ゴッチの強さの秘訣とトレーニング方法は多く取り入れている。
- 今までプロレスもプロレスラーも否定どころか馬鹿にしてきたが、アントニオ猪木が2007年に発足プロレス団体IGF（イノキゲノム・フェデレーション）には毎回弟子のタカ・クノウを参戦させ、自らも解説席に座っている。
- 国際プロレスから入団の誘いを受けたことがある。